# Libertarianismo consequencialista
Libertarianismo consequencialista, também conhecido como libertarianismo utilitarista, é uma filosofia e posição política libertária que apoia um livre mercado e fortes direitos de propriedade privada apenas com base no fato de que eles trazem consequências favoráveis a sociedade, como prosperidade e eficiência.

## Visão geral
O que os libertários consequencialistas defendem é derivado do cálculo de custo-benefício, levando em conta amplamente as consequências. Ao contrário dos libertários deontológicos, que considera imoral a iniciação da força e da fraude, independentemente das consequências, os libertários consequencialistas não veem necessariamente todos os casos de iniciação da força como imorais e não o veem como inerentemente imoral, ou seja, eles não expressam uma crença em direitos naturais. Em vez disso, sua posição é que a liberdade política e econômica leva às melhores consequências na forma de felicidade e prosperidade e só por isso deve ser sustentada.

## Pensadores
Alguns pensadores libertários consequencialistas de referência são: 
- Milton Friedman
- David Friedman
- Peter Leeson
- Ludwig von Mises
- Friedrich Hayek